# Cantua cuzcoensis
Cantua cuzcoensis är en blågullsväxtart som beskrevs av Infantes. Cantua cuzcoensis ingår i släktet Cantua och familjen blågullsväxter. Inga underarter finns listade i Catalogue of Life.